# Primorsko-goranska županija
Primorsko-goranska županija je ena izmed 21 županij Hrvaške. Glavno mesto županije je Reka.

## Upravna delitev
- Mesto Reka
- Mesto Bakar
- Mesto Cres
- Mesto Crikvenica
- Mesto Čabar
- Mesto Delnice
- Mesto Kastav
- Mesto Kraljevica
- Mesto Krk
- Mesto Mali Lošinj
- Mesto Novi Vinodolski
- Mesto Opatija
- Mesto Rab
- Mesto Vrbovsko
- Občina Baška
- Občina Brod Moravice
- Občina Čavle
- Občina Dobrinj
- Občina Fužine
- Občina Jelenje
- Občina Klana
- Občina Kostrena
- Občina Lokve
- Občina Lopar
- Občina Lovran
- Občina Malinska-Dubašnica
- Občina Matulji
- Občina Mošćenička Draga
- Občina Mrkopalj
- Občina Omišalj
- Občina Punat
- Občina Ravna Gora
- Občina Skrad
- Občina Vinodolska
- Občina Viškovo
- Občina Vrbnik